# Хупа (язык)
Хупа (самоназвание Na:tinixwe Mixine:whe) — атабаскский язык, на котором говорит индейское племя хупа (натинихве) в низовьях реки Тринити на северо-западе Калифорнии.
Морфологически язык примечателен тем, что в нём крайне мало, возможно менее сотни, основных (одноморфемных) существительных, так как почти все существительные в этом языке производны от глаголов.
Племя даёт уроки языка хупа для школьников и взрослых, в том числе через лагеря погружения в язык. Имеется много исполнителей традиционных песнопений. Вопросами языка занимается комитет по образованию племени хупа. С 1993 года интенсивно работает программа обучения языку хупа групп молодёжи группами старейшин.

## Внешние ссылки
- Danny Ammon’s Hupa Language Page  (англ.)
- Hupa language overview at the Survey of California and Other Indian Languages  (англ.)